# Champanges
Champanges település Franciaországban, Haute-Savoie megyében. Lakosainak száma 1181 fő (2022. január 1.). Champanges Publier, Féternes, Larringes és Marin községekkel határos.

## Népesség
A település népességének változása:
| Lakosok száma | 880  | 942  | 1008 | 1015 | 1080 | 1111 | 1128 | 1154 | 1181 |
|               | 2013 | 2015 | 2016 | 2017 | 2018 | 2019 | 2020 | 2021 | 2022 |